# The Collection 3.0
«The Collection 3.0» — сборник (бокс-сет) итальянской певицы Мины, выпущенный в 2015 году лейблом Warner Music Italy.

## Об альбоме
После покупки EMI лейбл Warner Music Italy также приобрёл права на каталог песен Мины. Успех прошлых двух сборников The Platinum Collection побудил лейбл выпустить ещё один, поэтому он и назван The Collection 3.0. Компиляция состоит из трёх дисков, на каждом из них по 18 треков. На альбоме собраны практически все знаковые хиты певицы из разных периодов карьеры. Некоторые из песен были представлены в обновлённой версии, как, например, «Città vuota (It’s A Lonely Town)» или «Il cielo in una stanza». Также на альбом были включены дуэтные версии некоторых песен.
Оформлением альбома занимался Мауро Балетти.
Бокс-сет был выпущен 31 марта 2015 года, он занял 18 место в еженедельном альбомном чарте. 30 ноября 2016 года эксклюзивно на Amazon.it был выпущен ограниченный тираж сборника в формате бокс-сета из шести пластинок. В 2019 году альбом получил золотую сертификацию от Итальянской федерации звукозаписывающей индустрии.

## Список композиций
| №   | Название                               | Автор(ы)                                     | Длительность |
| --- | -------------------------------------- | -------------------------------------------- | ------------ |
| 1.  | «Grande, grande, grande»               | Альберто Теста, Тони Ренис                   | 4:00         |
| 2.  | «Amor mio»                             | Могол, Лучио Баттисти                        | 4:49         |
| 3.  | «Parole parole»                        | Лео Кьоссо, Джанкарло Дель Ре, Джанни Феррио | 3:58         |
| 4.  | «Vorrei che fosse amore»               | Антонио Амурри, Бруно Канфора                | 2:28         |
| 5.  | «E poi…»                               | Андреа Ло Веккьо, Шел Шапиро                 | 4:52         |
| 6.  | «Città vuota (It’s A Lonely Town)»     | Джузеппе Кассия, Док Помус, Морт Шуман       | 5:00         |
| 7.  | «L’importante è finire»                | Кристиано Мальджольо, Альберто Анелли        | 3:22         |
| 8.  | «Non gioco più»                        | Роберто Леричи, Джанни Феррио                | 2:56         |
| 9.  | «Zum Zum Zum»                          | Антонио Амурри, Бруно Канфора                | 2:39         |
| 10. | «La voce del silenzio»                 | Могол, Паоло Лимити, Элио Эзола              | 3:46         |
| 11. | «Sacumdì, Sacumdà»                     | Паоло Лимити, Карлос Империал                | 2:35         |
| 12. | «Nuda»                                 | Дон Баки                                     | 4:06         |
| 13. | «Un colpo al cuore»                    | Джанкарло Бигацци, Марио Капуано             | 3:17         |
| 14. | «Bugiardo e incosciente»               | Паоло Лимити, Жуан Мануэль Серрат            | 6:20         |
| 15. | «I discorsi»                           | Мина, Аугусто Мартелии                       | 3:05         |
| 16. | «Ancora ancora ancora»                 | Альберто Теста, Кристиано Мальджольо         | 4:18         |
| 17. | «Non credere»                          | Могол, Аскри, Роберто Софичи                 | 4:07         |
| 18. | «La pioggia di marzo (Aguas de março)» | Джорджо Калабрезе, Антониу Карлос Жобин      | 3:44         |

| №   | Название                         | Автор(ы)                                                              | Длительность |
| --- | -------------------------------- | --------------------------------------------------------------------- | ------------ |
| 1.  | «Io e te da soli»                | Могол, Лучио Баттисти                                                 | 4:31         |
| 2.  | «Emozioni»                       | Могол, Лучио Баттисти                                                 | 4:36         |
| 3.  | «Insieme»                        | Могол, Лучио Баттисти                                                 | 4:09         |
| 4.  | «E penso a te»                   | Могол, Лучио Баттисти                                                 | 3:43         |
| 5.  | «Una lunga storia d’amore»       | Джино Паоли                                                           | 3:29         |
| 6.  | «Il cielo in una stanza»         | Джино Паоли                                                           | 2:41         |
| 7.  | «Fiori di rosa, fiori di pesco»  | Могол, Лучио Баттисти                                                 | 3:04         |
| 8.  | «La canzone di Marinella»        | Фабрицио Де Андре                                                     | 3:12         |
| 9.  | «Eppur mi son scordato di te»    | Могол, Лучио Баттисти                                                 | 3:32         |
| 10. | «Vincenzina e la fabbrica»       | Энцо Янначчи                                                          | 3:53         |
| 11. | «Estate»                         | Бруно Бригетти, Бруно Мартино                                         | 3:35         |
| 12. | «Amorevole»                      | Вито Паллавичини, Антониетта Де Симон, Витторио Буффоли, Пино Массара | 5:25         |
| 13. | «Que serà»                       | Луис Гомес Эсколар, Шику Буарки                                       | 5:26         |
| 14. | «Ormai»                          | Андреа Ло Веккьо                                                      | 4:11         |
| 15. | «Ancora»                         | Франко Мильяччи, Клаудио Маттоне                                      | 4:25         |
| 16. | «Noi due nel mondo e nell’anima» | Роби Факкинетти, Валерио Негрини                                      | 4:25         |
| 17. | «Che male fa»                    | Пьеро Кассано, Альдо Стеллита, Карло Маррале                          | 4:25         |
| 18. | «Napule è»                       | Пино Даниеле                                                          | 5:09         |

| №   | Название                             | Автор(ы)                                           | Длительность |
| --- | ------------------------------------ | -------------------------------------------------- | ------------ |
| 1.  | «Questione di feeling»               | Могол, Риккардо Коччанте                           | 4:20         |
| 2.  | «Neve»                               | Джованни Донцелли, Винченцо Леомпорро              | 5:20         |
| 3.  | «Oggi sono io»                       | Алекс Бритти                                       | 4:05         |
| 4.  | «Fa’ qualcosa»                       | Альберто Теста, Вальтер Мальгони                   | 4:01         |
| 5.  | «Se il mio canto sei tu»             | Паола Бланди, Беппе Кантарелли                     | 4:27         |
| 6.  | «Anche tu»                           | Кристьяно Минелло, Беппе Кантарелли                | 4:56         |
| 7.  | «My Love»                            | Линда Маккартни, Пол Маккартни                     | 4:15         |
| 8.  | «Parlami d’amore Mariù»              | Эннио Нери, Сезаре Андреа Биксо                    | 2:02         |
| 9.  | «Ossessione '70»                     | Фаусто Чиглиано                                    | 3:52         |
| 10. | «Laia ladaia (Reza)» (Live)          | Эду Лобу, Руй Герра                                | 3:19         |
| 11. | «Devo dirti addio (Pra dizer adeus)» | Бруно Лауци, Эду Лобу                              | 3:57         |
| 12. | «Un’estate fa»                       | Пьер Деланоэ, Франко Калифано, Мишель Фюген        | 4:04         |
| 13. | «Portati via»                        | Стефано Борджа                                     | 3:56         |
| 14. | «Fortissimo»                         | Лина Вертмюллер, Бруно Канфора                     | 4:22         |
| 15. | «Can’t Take My Eyes Off You»         | Боб Гаудио, Боб Крю                                | 5:26         |
| 16. | «Mi parlavi adagio»                  | Джорджо Калабрезе, Томазо Альбиони, Ремо Джадзотто | 3:49         |
| 17. | «Mente»                              | Самуэле Керри, Джанни Феррио                       | 4:16         |
| 18. | «Over The Rainbow»                   | Гарольд Арлен, Йип Харбёрг                         | 6:02         |

## Чарты

### Еженедельные чарты
| Чарт (2015)               | Высшая позиция |
| ------------------------- | -------------- |
| Италия (Classifica album) | 18             |

## Сертификации и продажи
| Регион | Сертификация | Продажи |
| --- | ------------ | ------- |
| Италия (FIMI) | Золотой      | 25 000* |
| * Данные о продажах приведены только на основе сертификации. ^ Данные о тиражах приведены только на основе сертификации. |              |         |